# 제1대 키치너 백작 허버트 키치너

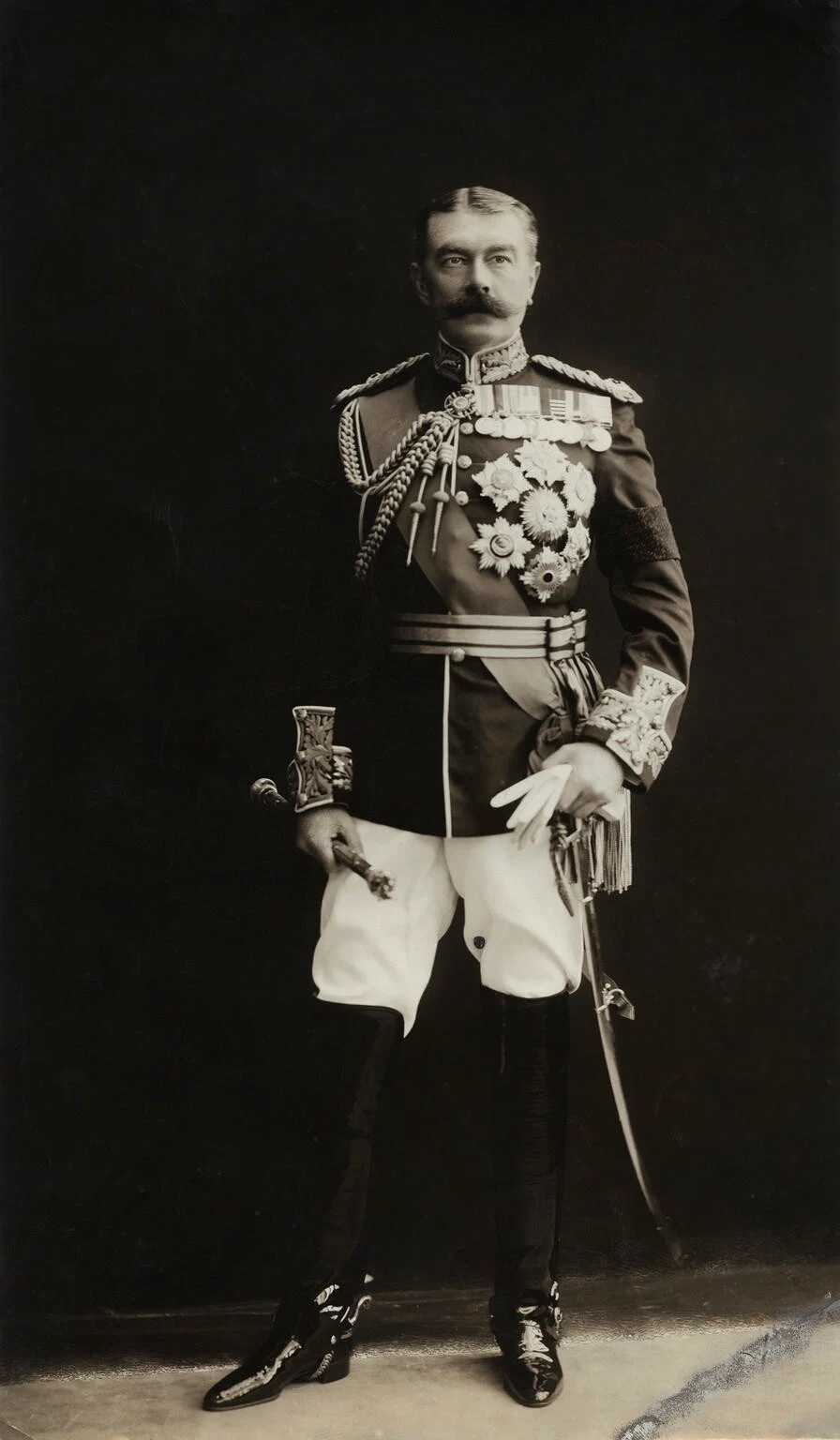
키치너 백작

제1대 키치너 백작 허레이쇼 허버트 키치너(Horatio Herbert Kitchener, 1st Earl Kitchener, KG, KP, GCB, OM, GCSI, GCMG, GCIE, PC, 1850년 6월 24일 ~ 1916년 6월 5일)는 1차 세계 대전 초기에 중요 역할을 수행한 영국 육군 원수이며, 식민지 총독이다. 키치너는 1898년 아프리카 수단의 옴두르만 전투에서 승리하여, 명성을 얻었다. 제1차 세계 대전 모병 포스터로 유명하며, 초기에 큰 역할을 했지만, 도중에 사망을 한다.
수단을 안정시킨후, "하르툼의 키치너 경"이라는 칭호가 주어졌다. 2차 보어 전쟁에서 참모 총장(1900-1902)으로 "로버츠 경"의 보어 공화국 정복에 중요한 역할을 하였으며, "로버츠 경"을 대신하여, 총사령관이 되었다. 그때는 보어 군대가 게릴라전을 수행하고 있었으며, 영국군은 보어 민간인을 캠프에 수감하던 때였다. 인도에 있는 영국군의 총사령관(1902-1909년)으로서 임기동안, 그는 총독 커즌 경과 다툼이 있었으며, 커존 경은 마침내 사임하였다. 키치너는 그 후 이집트 총영사로 복귀하였다. 1914년 1차 세계 대전 초기에 내각의 전쟁 장관이 되었다. 긴 전쟁을 예견한 사람들중의 한명인 그는, 대규모의 의용군을 조직했다. 키치너 모병 포스터에서의 그의 명령적인 이미지 " 조국은 당신을 필요로 한다"(BRITONS WANTS YOU)는 오늘날까지 유명하다.
1916년 협상을 하기 위해 장갑순양함 HMS 햄프셔를 몰고 러시아로 가던 중, 그가 승선한 전함이 독일 잠수함 U-75의 기뢰 공격을 받고 오크니 제도 서쪽 해역에서 침몰, 사망하였다.

## 어린 시절
키치너는 1850년 6월 24일 아일랜드 남서부 카운티 케리의 리스타월 근처의 볼리롱포드에서 헨리 호레이쇼 키치너 중령과 프랜시스 앤 쉐발리에(성직자 존 쉐발리에와 그의 세 번째 아내 엘리자베스 니콜의 딸)의 아들로 태어났다. 그의 부친은 당시 아일랜드에 땅을 사려는 계획으로 그의 장교직을 팔아 땅을 구매했다. 그후 그들은 스위스로 갔으며, 어린 키치너는 몽트뢰에서 그리고, 울리히의 왕립 군사 학교에서 교육을 받게 된다. 1870년 12월에 사관학교를 졸업하고 공병 장교로 임관하기 전에 1871년 보불 전쟁 때 프랑스 군에 지원했다. 그 후 측량 부대 장교로 팔레스타인, 이집트, 키프로스에서 임무에 종사하면서 아랍어를 배우고 아랍의 관습과 지리에 익숙해졌다.
그 이후 1879년 아나톨리아(현 터키)의 카스타 모누에 부영사로 부임하였고, 1884년에는 수단의 고든 장군 구출대에 정보 장교로 참가하여, 지휘관 우루즈리 장군을 보좌했다. 그동안 그의 약혼녀였던 베이커가 장티푸스로 카이로에서 18세의 나이로 사망했다. 그 후 결혼하지 않았고, 아이도 가지지 않았다. 그의 형 월터 키치너 경도 또한 입대를 했으며, 1908년에서 1912년까지 버뮤다의 총독이 되었다.

## 같이 보기
- 키치너 (온타리오주)
- G. K. 체스터턴